# Anuga pygatula
Anuga pygatula är en fjärilsart som beskrevs av Embrik Strand 1917. Anuga pygatula ingår i släktet Anuga och familjen nattflyn. Inga underarter finns listade i Catalogue of Life.